# Browningia
Browningia és un gènere de cactus que comprèn 11 espècies conegudes.

## Descripció
Tenen forma arbòria, generalment en forma de columnes, el gènere Browningia estan ramificats, sovint tenen un creixement de les arrel ben desenvolupat i arriben a alçades de fins a 10 metres. Els brots cilíndrics amb un diàmetre de fins a 50 centímetres. En les nombroses costelles es presenten grans arèoles. Les arèoles, són molt espinoses. Les flors formen un tub en forma de campana de color blanc a morat, i s'obren cap a nit. El tub de la flor és lleugerament corbat. Generalment, els fruits són petits i molt diferents, com són les llavors.

## Taxonomia
El gènere va ser descrit per Britton i Rose i publicat a The Cactaceae; descriptions and illustrations of plants of the cactus family 2: 63, f. 92–94. 1920. L'espècie tipus és: Browningia candelaris (Meyen) Britton & Rose.
Etimologia
Blossfeldia: nom genèric que va ser nomenat en honor de Webster E. Browning (1869-1942), exdirector de l'Institut Anglès de Santiago de Xile.
- Browningia albiceps
- Browningia altissima
- Browningia amstutziae
- Browningia caineana
- Browningia candelaris
- Browningia chlorocarpa
- Browningia columnaris
- Browningia hertlingiana
- Browningia microsperma
- Browningia pilleifera
- Browningia viridis